# 2007年5月臺灣
| << | 2007年5月 （民國96年） | >> |    |    |    |    |
| \| 日 \| 一 \| 二 \| 三 \| 四 \| 五 \| 六 \| \| \| \| 1 \| 2 \| 3 \| 4 \| 5 \| \| 6 \| 7 \| 8 \| 9 \| 10 \| 11 \| 12 \| \| 13 \| 14 \| 15 \| 16 \| 17 \| 18 \| 19 \| \| 20 \| 21 \| 22 \| 23 \| 24 \| 25 \| 26 \| \| 27 \| 28 \| 29 \| 30 \| 31 \| \| \| \| \| \| \| \| \| \| \| |                        |    |    |    |    |    |
| 臺灣新聞動態／維基新聞 |                        |    |    |    |    |    |
| 世界／中国大陆／臺灣 |                        |    |    |    |    |    |
| 日 | 一                     | 二 | 三 | 四 | 五 | 六 |
| |                        | 1  | 2  | 3  | 4  | 5  |
| 6 | 7                      | 8  | 9  | 10 | 11 | 12 |
| 13 | 14                     | 15 | 16 | 17 | 18 | 19 |
| 20 | 21                     | 22 | 23 | 24 | 25 | 26 |
| 27 | 28                     | 29 | 30 | 31 |    |    |
| |                        |    |    |    |    |    |

## 5月
- 5月1日，行政院勞工委員會主委李應元宣布請辭。
- 5月2日，中國國民黨正式提名前主席馬英九參選2008年總統。
- 5月3日，美國時代雜誌公佈2007年年度全球百大影響力人物，旅美棒球選手王建民入選 「英雄與偶像類」人物，來自台灣的YouTube創辦人之一陳士駿則入選「創辦者與重量級人士類」人物。[1] [2][3]
- 5月4日，立法院三讀通過地方制度法部分條文修正案，規定人口達200萬以上的縣，未升格直轄市前，準用直轄市相關制度規定，人口超過370萬人的臺北縣將優先適用。
- 5月5日，旅美棒球選手王建民先發出戰西雅圖水手隊，以主投8局僅被擊出2支安打失1分，前7.1局使對手22上22下的優異表現，率領洋基以8:1擊敗水手，獲得個人本季首勝。
- 5月6日，2008年總統大選民進黨黨內初選進行黨員投票，前行政院長謝長廷以62,849票、得票率44.66%取得領先，行政院長蘇貞昌宣佈退出初選，民進黨主席游錫堃宣佈停止競選活動。
- 5月7日，中華民國（台灣）與薩爾瓦多、宏都拉斯簽署自由貿易協定，為台灣所簽署的第四份自由貿易協定及第一份多邊自由貿易協定。
- 5月8日，九十六年度中央政府總預算案遲未通過，台南市長許添財、高雄縣長楊秋興、嘉義市長黃敏惠、金門縣長李炷烽等14位縣市長發表共同聲明，要求立法院秉持「預算中立化」原則儘速通過總預算案。

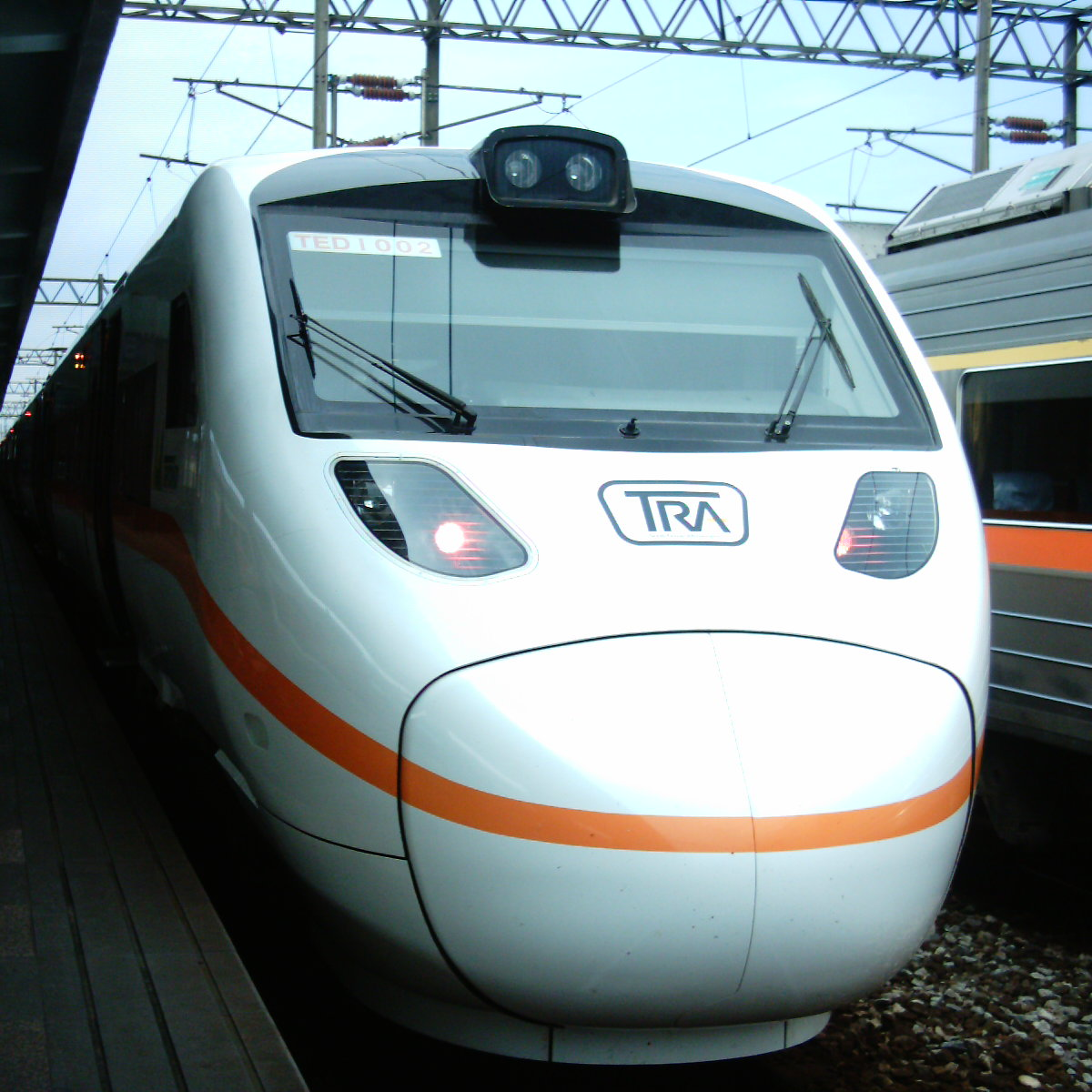
臺灣鐵路管理局於2007年所新購的TEMU1000型太魯閣號傾斜式列車，該車採用動力分散式及傾斜式機構來克服狀況較差的路線，也使得該車能達到高速過彎的目標。

- 5月8日，台灣鐵路管理局為配合太魯閣號傾斜式列車正式上路與百福車站通車，約500多班次列車進行大改點。
- 5月9日，三立新聞台針對「二二八事件六十週年紀念電視專輯」誤將1948年中國國民黨於上海槍決共產黨員畫面當作二二八事件畫面播出一事，舉行記者會公開道歉。
- 5月11日，空軍一架F-5F戰鬥機上午在新竹湖口執行漢光23號演習預演時不幸墜毀，造成正駕駛少校教官魏子淵、副駕駛上尉情報官詹嘉鈞殉職及地面上的新加坡星光部隊士兵兩死兩重傷。
- 5月11日，總統陳水扁舉行國際視訊記者會，訴求國際社會應接受台灣加入世界衛生組織，並強烈批評世衛秘書處片面認定台灣「不是主權國家」及趁夜將其信函塞入台灣駐日內瓦代表處門縫的行為。同日立法院一致通過決議案，支持政府持續推動台灣加入世界衛生組織。[4]
- 5月12日，行政院長蘇貞昌請辭獲准。
- 5月12日，基隆市長補選投票結果揭曉，由中國國民黨提名的現任市議會議長張通榮當選。
- 5月14日，總統陳水扁宣布任命海基會董事長、民進黨不分區立委張俊雄出任行政院長。
- 5月14日，台灣首次以「台灣」名義申請成為世界衛生組織會員一案，經第60屆世界衛生大會投票表決，以17票贊成、2票棄權、148票反對遭封殺，但美國、日本、歐盟、加拿大均在投票後發言支持台灣有意義參與世衛組織、台灣人民應享有健康人權。
- 5月15日，國軍漢光23號演習登場，F-16、幻象2000-5、IDF戰鬥機各兩架成功於中山高花壇戰備道完成降落衝場、掛彈整補、起飛等演練。

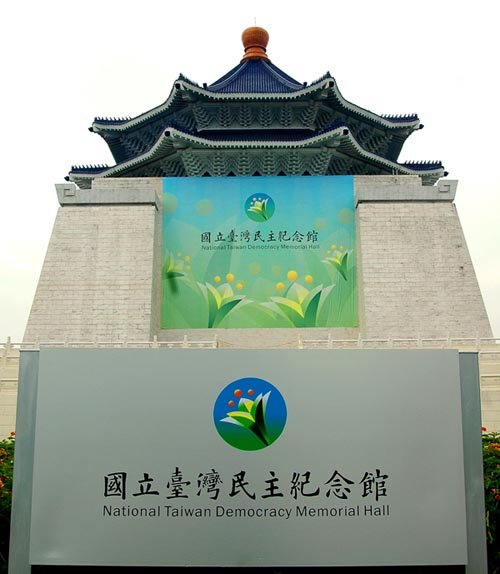
揭幕儀式兩天後的國立臺灣民主紀念館（原命名為中正紀念堂），其中央主館建築的兩側被鋪上大型館名幕簾，幕簾上的圖案代表著回顧1990年的三月學運，攝於2007年5月。

- 5月19日，台北市中正紀念堂正式改名為台灣民主紀念館。
- 5月19日，跆拳道選手宋玉麒在北京世界跆拳道錦標賽在男子輕量級（72公斤級）比賽中連勝五場，奪得台灣史上第六面世跆賽金牌。
- 5月20日，一輛九人座廂型車於南投竹山太極峽谷天梯風景區墜落山谷，造成包括廂型車駕駛在內共4人死亡，另有5人輕重傷。
- 5月21日，新任行政院長張俊雄、副院長邱義仁及多名新任部會首長正式宣誓就職。
- 5月21日，台灣史上規模最大的王精明夫婦販嬰案，士林地方法院一審依買賣人口罪判處王精明夫婦各有期徒刑12年、併科罰金新台幣150萬元，其餘86名參與仲介的醫護人員及買嬰夫妻則均獲判免刑或緩刑。
- 5月23日，喧騰一時的台鐵南迴線連續破壞事件，屏東地方法院一審依共同殺人罪判處李泰安無期徒刑、褫奪公權終身。
- 5月26日，96學年度第一次國中基本學力測驗登場，共計超過31萬名考生應試，本次測驗首度將作文列入正式考科，題目為「夏天最棒的享受」。
- 5月29日，民主進步黨中執會正式提名謝長廷代表角逐2008年總統大選。
- 5月30日，前總統李登輝前往日本，展開為期11天的「學術交流及探訪『奧之細道』之旅」。
- 5月30日，美國西點軍校台灣參訪團學生爆發性醜聞，陸軍官校宣佈將介紹兩人認識的莊姓學生記兩大過、兩小過留校察看，校長陳良沛記一小過，其餘十餘名幹部分別予以記過、申誡、調離現職等處分。
- 5月31日，教育部公佈96學年度大專院校學雜費調整審議結果，計有東吳、淡江、高應科大等八所調漲，但也有南亞、永達、親民等九所必須調降。